# Patrick Hogan (Politiker, 1891)
Patrick James Hogan (irisch Pádraig Séamas Ó hÓgáin; * 30. Mai 1891 in Bullaun, County Galway; † 14. Juli 1936 in Aughrim, County Galway) war ein irischer Politiker der Fine Gael (sowie der Sinn Féin und der Cumann na nGaedheal) und mehrfach Minister.

## Biografie
Hogan wurde in dem Weiler Killrick (zu Bullaun) geboren. Nach dem Abschluss am St Joseph’s College in Ballinasloe erwarb er einen Bachelor of Arts am University College Dublin in Geschichtswissenschaften. Er ging dann bei einem Verwandten seines Vaters, J. Lynch, einem Solicitor, in die Lehre. Nach dem Easter Rising 1916 schloss er sich der Sinn Féin an. Bei den Unterhauswahlen von 1921 gelang es ihm, für den Wahlkreis Galway in den Dáil Éireann einzuziehen. Bis zu seinem Tod 1936 war er Teachta Dála. 
1922 wurde er zum Landwirtschaftsminister ernannt. Etwa zeitgleich war er auch Arbeitsminister.
Hogan wechselte zur Partei Cumann na nGaedheal und schließlich zur Fine Gael. Wesentliches Werk ist seine Landreform, die 1923 durch Gesetz begann, aber erst nach seinem Tod um 1938 abgeschlossen war.
1936 starb er bei einem Verkehrsunfall in Aughrim.

## Privatleben
Patrick James Hogan war mit der Witwe Mona Davitt (geborene Farrell; auch 1936 verstorben) seit 1930 verheiratet. Sie brachte einen Sohn in die Ehe ein und brachte weitere vier Töchter zur Welt, darunter Brigid Hogan-O’Higgins (1932–2022), die mit Michael O’Higgins verheiratet war.